# Rue de l'Homme-Armé (Paris)
Pour les articles homonymes, voir Rue de l'Homme-Armé.
La rue de l'Homme-Armé est une ancienne rue de Paris, située dans l'ancien 7e arrondissement. Elle a été absorbée lors de la restructuration de la rue des Archives en 1890.

## Origine du nom
La rue doit son nom à une enseigne d'un marchand de vins.
Cet établissement avait deux façades, par conséquent deux enseignes situées au nos 25-27 rue des Blancs-Manteaux et au no 44 rue des Archives. L’une est conservée au musée Carnavalet, l’autre au musée Le Secq des Tournelles.

## Situation
La rue de l'Homme-Armé, d'une longueur de 109 mètres, située dans l'ancien 7e arrondissement, quartier du Mont-de-Piété, commençait aux 30-32, rue Sainte-Croix-de-la-Bretonnerie et finissait aux 17-19, rue des Blancs-Manteaux.
Les numéros de la rue étaient noirs. Le dernier numéro impair était le no 5 et le dernier numéro pair était le no 4.

## Historique
Sous le règne de Louis VII, au XIIe siècle, la rue était déjà entièrement bâtie.
Elle est citée sous le nom de « rue de l'Homme armé » dans un manuscrit de 1636 dont le procès-verbal de visite, en date du 22 avril 1636, indique : « pleine de boues et d'immundices ».
Une décision ministérielle du 23 frimaire an VIII (14 décembre 1799), signée Laplace, fixe la largeur de cette voie publique à 8 mètres. Cette largeur est portée à 11 mètres, en vertu d'une ordonnance royale du 12 juillet 1837.
L'alignement de la rue de l'Homme-Armé est déclaré d'utilité publique le 23 mai 1863. La rue est élargie et relie désormais la rue des Billettes à la rue du Chaume. La maison dite de Jacques Cœur est toutefois préservée. En 1890, elle est incorporée à la rue des Archives.

## Dans la fiction
- Dans Les Misérables de Victor Hugo, Jean Valjean et Cosette s’y installent au numéro 7 durant l’émeute de 1832.
- Le roman Le comte de Moret d'Alexandre Dumas (publié au XXe siècle et au XXIe siècle sous le titre Le Sphinx rouge) s'ouvre dans une hôtellerie de cette rue appelée La Barbe peinte.
- Dans Rue de l'Homme-Armé, numéro 8 bis, d’Eugène Labiche.